# Kosta
Kosta (kuːsta) er et byområde i Lessebo kommun i Kronobergs län i Sverige.
Kosta by ligger i Ekeberga Sogn, og den sydlige del omfatter Ekeberga med Ekeberga Kirke.

## Historie
Landshøvdingerne Anders Koskull og Georg Bogislaus Staël von Holstein åbnede Kosta glasbruk i 1742; navnet på både værket og byen er dannet af de første stavelser i deres efternavn.
I årene 1888 til 1889 blev der bygget en smalsporet jernbane på 30 km, Kosta-Lessebo jernbane. Den blev nedlagt i 1948.

## Bebyggelsen
Kosta er mest kendt for sit glasværk, hvis historie går tilbage til 1742. Her kan man besøge værket og se hvordan den glødende glasmasse formes. Der findes også et fabriksudsalg og Kosta Outlet med salg af blandt andet mærketøj. I juni 2007 genindviedes Bruno Mathssons Kosta glashus fra 1956, efter at det i årene 2004 til 2007 var blevet renoveret tilbage til sin oprindelige stand. Huset er i dag et fredet byggnadsminne. I løbet af sommeren 2009 blev New Wave Groups hotel i Kosta, Kosta Boda Art Hotel, færdigbygget. Hotellet er Sveriges første glashotel og blev bygget med det formål at udvikle interessen for svensk glaskunst samt for at udvikle Kosta som turistmål. New Wave er efterfølgende fortsat med store satsninger i byen, bl.a. Kosta Safaripark med bisoner, vildsvin, mufloner og kronhjorte. Kosta rummer desuden andre servicefaciliteter såsom skole, bibliotek, flere restauranter, dagligvarebutik og Folkets Hus. Umiddelbart udenfor byen ligger Grönåsen Älg- & Lantdjurspark, og længere udenfor byen Kosta øvelsesområde, som fra starten i 1971 blev anvendt af Kronobergs regiment i Växjö. I området lå også Kosta flyvestation.

### Handel og service
I byens nordlige del, med parkeringsplads i tilknytning til riksväg 28, findes flere forskellige butikker, primært outletbutikker for forskellige glasværker. Ifølge SCBs afgrænsning af handelsområder fra 2015 udgjorde disse et område med koden H0761006 med syv arbejdspladser for detailhandel med omkring 100 ansatte.
Byens dagligvarebutik, en Coop, ligger længere sydpå. Den har sin oprindelse i Kooperativa föreningen Fenix, som blev dannet den 19. februar 1905. Fenix var en selvstændig forening frem til 2002, hvor den indgik i Konsumentföreningen Göta.
Smålands enskilda bank havde i en periode en filial i Kosta, som blev nedlagt i 1923. Senere har Kosta haft en sparekassekontor, som ligeledes blev lukket.